# هیم

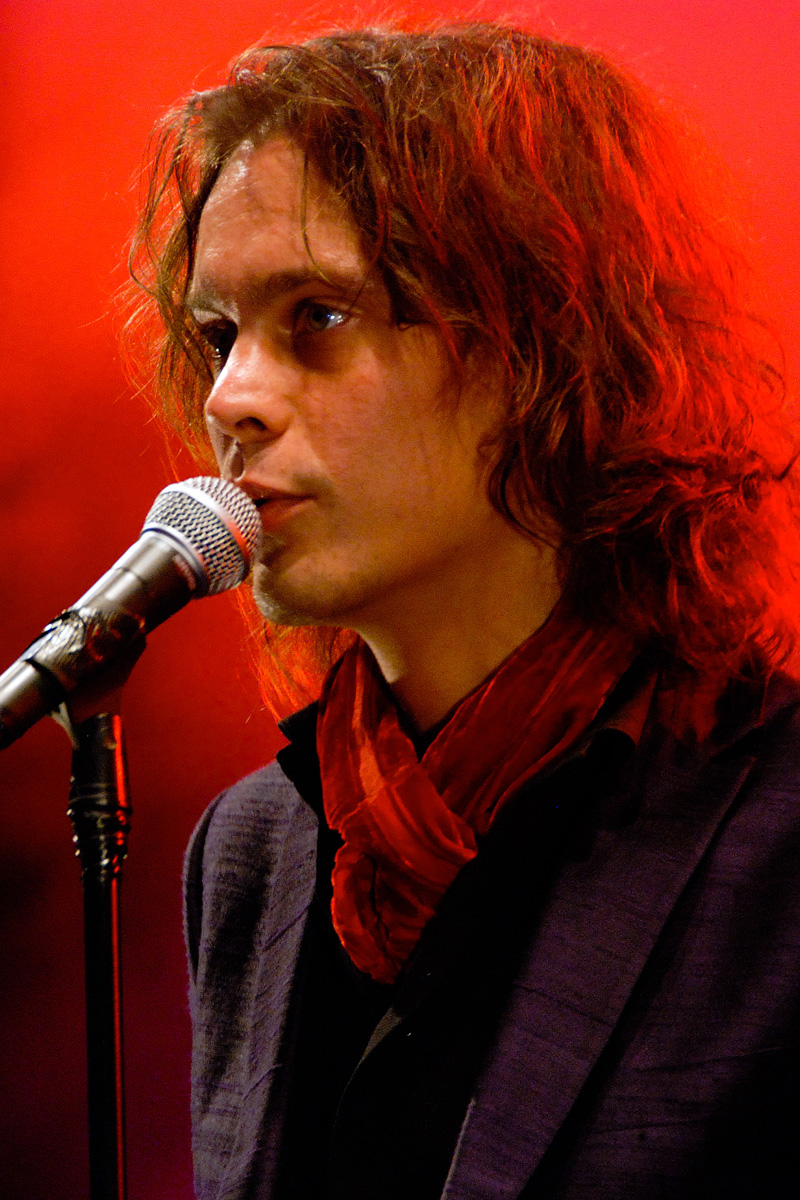

هیم (HIM) یک گروه موسیقی راک فنلاندی بود که ابتدا در سال ۱۹۹۱ توسط خواننده، ویله والو، و نوازنده بیس میکو پانانِن ایجاد شد و پس از ۲ سال از هم پاشید؛ اعضای این گروه در سال ۱۹۹۵ با اضافه شدن گیتاریست میکو لیندستروم باز گرد هم آمدند و در سال ۲۰۱۷ پس از حدود ۲۴ سال فعالیت، این گروه با اعلام قبلی برای همیشه منحل شد.

## دل‌ستاره

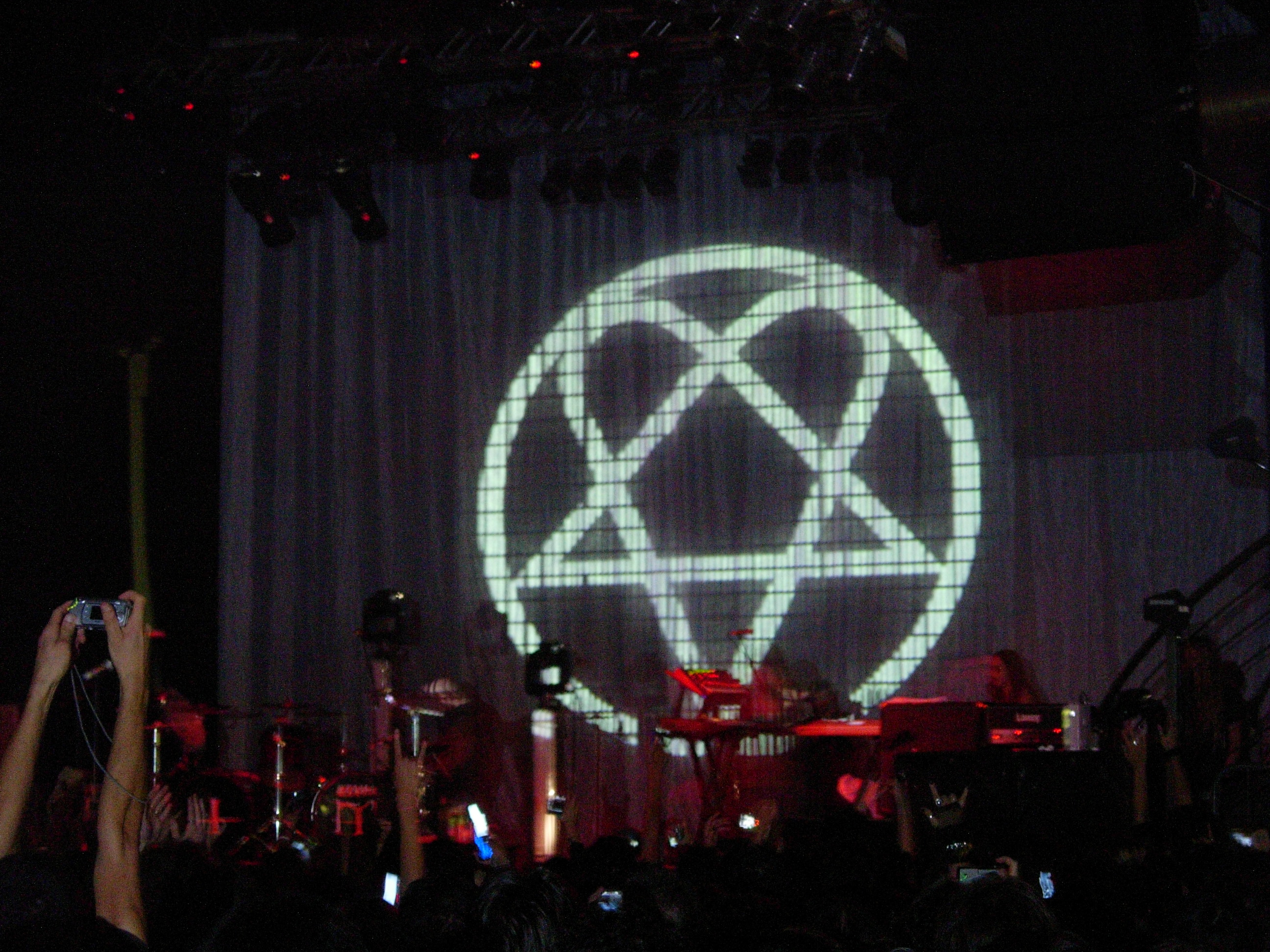

دل‌ستاره (Heartagram) که نماد هیم است ترکیبی از یک قلب و یک ستاره پنج رأس معکوس است (عشق و نفرت). ویله والو این نماد را در روز تولد بیست سالگی‌اش خلق کرد. دل‌ستاره نمادی از تقابل و توازن بین خیر و شر است که این تقابل در ترانه‌های هیم بسیار دیده می‌شود.

## آلبوم‌ها
- ۱۹۹۷ - Greatest Love Songs Vol. ۶۶۶ (برترین ترانه‌های عشقی، شمارهٔ ۶۶۶)
- ۱۹۹۹ - Razorblade Romance (عاشقانه‌های سر تیغ)
- ۲۰۰۱ - Deep Shadows and Brilliant Highlights (سایه‌های ژرف و برجسته‌های درخشان)
- ۲۰۰۳ - Love Metal (متال عشقی)
- ۲۰۰۵ - Dark Light (نور تاریک)
- ۲۰۰۷ - Venus Doom (دوم[۳] ونوس)
- ۲۰۱۰ - Screamworks: Love in Theory and Practice (جیغ‌کاری: عشق در نظریه و عمل)

## اعضای فعلی
- ویله والو — خواننده، گیتار آکوستیک (۱۹۹۱–تاکنون)
- میکو لیندستروم (لینده[۴]) — گیتار الکتریک و آکوستیک (۱۹۹۱–تاکنون)
- میکو پانانن (میگه[۵]) — گیتار بیس و وکال (۱۹۹۱–تاکنون)
- یانه پورتینِن (برتون)[۶] — کیبورد و وکال (۲۰۰۱–تاکنون)
- میکا کارپینِن (گس لیپستیک)[۷] — درام و پرکاشن (۱۹۹۹–تاکنون)